# Masacre de Algeciras de 2021
La masacre de Algeciras de 2021 fue un evento que ocurrió el 31 de mayo en la finca Palmira, ubicada en la vereda Quebradón Sur, en el municipio de Algeciras, Huila, Colombia.
Durante la madrugada, hombres armados irrumpieron en la finca y asesinaron a nueve personas, incluyendo recolectores de café y trabajadores de la finca. 
Este acto de violencia se enmarcó en el contexto del conflicto armado en Colombia, exacerbando la crisis humanitaria y la inseguridad en la región. 
Las autoridades han llevado a cabo investigaciones y operativos para identificar y capturar a los responsables, pero el caso sigue en desarrollo.

## Procedimientos judiciales
Después de la masacre de Algeciras en 2021, las autoridades intensificaron sus esfuerzos para esclarecer los hechos y llevar a los responsables ante la justicia. 
La Fiscalía General de la Nación impuso medidas de aseguramiento privativas de la libertad a cuatro presuntos integrantes de la estructura 'Dagoberto Ramos' de las disidencias de las FARC-EP, quienes estarían involucrados en homicidios múltiples y otras conductas delictivas en Huila.
Los capturados fueron Óscar Castro Perdomo, alias 'El cucho Óscar'; Iván Soria Ortiz, alias 'El tío'; Humberto Buitrago Rojas, alias 'Tocayo'; y Brahian Alexander Llanos Ortiz, alias 'Wasson'. 
Estos hombres habrían participado en el asesinato de nueve personas el 31 de mayo de 2021, en una finca de la vereda Quebradón Sur, en Algeciras.
Las evidencias recopiladas también los vinculan al crimen de tres líderes sociales en 2020. 
La Fiscalía imputó a los procesados los delitos de homicidio agravado, porte ilegal de armas agravado y concierto para delinquir agravado.